# Claus Bo Larsen
Claus Bo Larsen, (født 28. oktober 1965 i Odense) er en tidligere dansk fodbolddommer, der dømte i den danske Superliga fra 1994 til 2013, hvor han satte rekord i flest kampe med 328 styk i sine 19 sæsoner i den bedste dansk række. Internationalt dømte han under FIFA og UEFA indtil 2010.

## Nationalt
I den hjemlige Superliga var Claus Bo Larsen af mange anset for at være en af ligaens bedste dommere, og han blev kåret til Årets Dommer ved Dansk Fodbold Award fire gange i træk fra 2007 til 2010.
Han debuterede i Superligaen den 14. oktober 1994 i kampen Næstved IF – Silkeborg IF, der endte 0-0. Sidenhen blev det til 328 kampe i den bedste danske række. Han dømte sin sidste kamp den 20. maj 2013 i Parken, da han ledte kampen mellem FC København og SønderjyskE, der endte 1-1.
Selvom Claus Bo Larsen efter 2010 faldt for den internationale aldersgrænse for dommere, fik han sammen med Nicolai Vollquartz dispensation til at fortsætte dommergerningen i den hjemlige liga, men måtte stoppe som dommer i internationale kampe. 
Claus Bo Larsen valgte af egen vilje ikke at dømme i OB's kampe, da han er bosiddende i Odense, og derfor ikke ønsker at blive udsat for spekulationer om inhabilitet. En anden samtidig dommer, Peter Rasmussen, foretog samme valg. Derimod vil Bo Larsen godt dømme FC Fyn, der også har base i Odense.

## Internationalt
Som FIFA-dommer var Claus Bo Larsen indrangeret som World Class Referee, hvilket er det højeste niveau for internationale dommere.

### EM og VM
Op til EM 2008 og VM 2010 var Claus Bo Larsen blandt favoritterne til at blive udtaget til slutrunderne. Men i begge tilfælde blev han sorteret fra lige op til slutrunden. Han nåede således ikke at komme med til nogen af de store slutrunder.

### Europa Cup
Han debuterede internationalt i en kvalifikationskamp til UEFA Cuppen 1996/97 i kampen mellem Aberdeen og FK Žalgiris Vilnius.
Samlet set blev det til 66 Europa Cup-kampe (34 kampe i Champions League, 9 kval-kampe til Champions League, 1 kamp i UEFA Cup Winners Cup, 18 kampe i UEFA Cup, 3 kampe i Europa League, 1 Super Cup). I alle disse kampe har han kun udvist en enkelt spiller, nemlig Paul Scholes (Manchester United) i Super Cuppen 2008.
Han dømte sin sidste internationale kamp den 8. december 2010. Det var Champions League-kampen mellem AC Milan og Ajax Amsterdam. En kamp som Ajax Amsterdam vandt 2-0.

### Højdepunkter
Claus Bo har dømt mange store kampe internationalt. Blandt andet Super Cuppen i 2008 mellem Manchester United og Zenit Skt. Petersborg, der endte 1-2.
Desuden har han dømt semifinaler i:
- Europa League 2009-10: Hamburg – Fulham 0-0.
- Champions League 2008-09: Manchester United – Arsenal 1-0.
- UEFA Cuppen 2004-05: AZ Alkmaar – Sporting Lissabon 3-2.

Han dømte også den første af to afgørende knockout-kvalifikationskampe til VM 2006 mellem Uruguay og Australien. En kamp som Uruguay vandt 1-0